# Hickory Ridge (Missouri)
Hickory Ridge é uma área não incorporada no Condado de Cape Girardeau, no estado norte-americano de Missouri.

## História
Uma agência postal chamada Hickory Ridge foi fundada em 1856 e permaneceu em operação até 1875. A comunidade recebeu o nome de uma cordilheira próxima, onde a madeira de nogueira era abundante.